# Team Felbermayr Simplon Wels/Saison 2016
Dieser Artikel listet Erfolge und Fahrer des Radsportteams Felbermayr Simplon Wels in der Saison 2016 auf.

## Erfolge in der UCI Europe Tour
| Datum        | Rennen                                 | Kat. | Sieger           |
| ------------ | -------------------------------------- | ---- | ---------------- |
| 11. März     | 1. Etappe Istrian Spring Trophy        | 2.2  | Markus Eibegger  |
| 4.–8. Mai    | Gesamtwertung Tour d’Azerbaïdjan       | 2.1  | Markus Eibegger  |
| 12. Mai      | 1. Etappe Rhône-Alpes Isère Tour       | 2.2  | Daniel Schorn    |
| 10. Juni     | 3. Etappe Slowakei-Rundfahrt           | 2.2  | Markus Eibegger  |
| 11. Juni     | 4. Etappe Slowakei-Rundfahrt           | 2.2  | Stephan Rabitsch |
| 18. Juni     | 3. Etappe Oberösterreich-Rundfahrt     | 2.2  | Markus Eibegger  |
| 16.–19. Juni | Gesamtwertung Oberösterreich-Rundfahrt | 2.2  | Stephan Rabitsch |
| 28. August   | Kroatien-Slowenien                     | 1.2  | Jannik Steimle   |

## Abgänge – Zugänge
| Zugänge                        | Team 2015                    | Abgänge             | Team 2016                    |
| ------------------------------ | ---------------------------- | ------------------- | ---------------------------- |
| James McLaughlin (ab 17. März) | Madison Genesis              | Paul Illenberger    | Unbekannt                    |
| Jannik Steimle                 | Neoprofi                     | Matija Kvasina      | Synergy Baku Cycling Project |
| Daniel Schorn                  | Bora-Argon 18                | Felix Großschartner | CCC Sprandi Polkowice        |
| Andreas Walzel                 | Team Vorarlberg              | Jure Golčer         | Adria Mobil                  |
| Markus Eibegger                | Synergy Baku Cycling Project | Michael Gogl        | Tirol Cycling Team           |
| Georg Zimmermann               | Neoprofi                     | Matthias Krizek     | Team Roth                    |
| Johannes Weber                 | Team Stuttgart               | Gregor Mühlberger   | Bora-Argon 18                |
| Daniel Auer                    | WSA-Greenlife                | Matej Marin         | Unbekannt                    |
|                                |                              | Lukas Grünwalder    | Unbekannt                    |
|                                |                              | Marcel Huber        | Unbekannt                    |
|                                |                              | Martin Schöffmann   | Unbekannt                    |

## Mannschaft
| Teamkader 2016                            | Teamkader 2016     | Teamkader 2016         | Teamkader 2016                         |
| Name                                      | Geburtsdatum       | Land                   | Vorheriges Team                        |
| ----------------------------------------- | ------------------ | ---------------------- | -------------------------------------- |
| Daniel Auer                               | 26. Oktober 1994   | Österreich             | WSA-Greenlife (2015)                   |
| Daniel Biedermann                         | 24. März 1993      | Österreich             |                                        |
| Markus Eibegger                           | 16. Oktober 1984   | Österreich             | Synergy Baku Cycling Project (2015)    |
| Stephan Rabitsch                          | 28. Juni 1991      | Österreich             | Amplatz-BMC (2014)                     |
| Johannes Schinnagel                       | 29. Mai 1996       | Deutschland            |                                        |
| Daniel Schorn                             | 21. Oktober 1988   | Österreich             | Bora-Argon 18 (2015)                   |
| Jannik Steimle                            | 4. April 1996      | Deutschland            |                                        |
| Andreas Walzel                            | 3. März 1995       | Österreich             | Team Vorarlberg (2015)                 |
| Johannes Weber                            | 30. Juli 1994      | Deutschland            | Team Stuttgart (2015)                  |
| Lukas Zeller                              | 20. September 1994 | Österreich             | Arbö Gebrüder Weiss-Oberndorfer (2013) |
| Georg Zimmermann                          | 11. Oktober 1997   | Deutschland            |                                        |
| James McLaughlin (17. Mär.–31. Dez.)      | 2. Oktober 1990    | Vereinigtes Königreich | Madison Genesis (2015)                 |
|                                           |                    |                        |                                        |
| Quellen: ProCyclingStats Cycling Archives |                    |                        |                                        |